# Tour Méditerranéen 2007
Il Tour Méditerranéen 2007, trentaquattresima edizione della corsa valevole come prova del circuito UCI Europe Tour 2007 categoria 2.1, si svolse in 6 tappe dal 14 al 18 febbraio 2007 per un percorso totale di 656,2 km, con partenza da Gruissan e arrivo a Sanremo. Fu vinto dallo spagnolo José Iván Gutiérrez dell'Caisse d'Epargne, che si impose in 16 ore 12 minuti e 44 secondi, alla media di 40,47 km/h.
Al traguardo di Sanremo 97 ciclisti conclusero il tour.

## Tappe
| Tappa  | Data        | Percorso                              | km    | Vincitore di tappa | Leader cl. generale |
| ------ | ----------- | ------------------------------------- | ----- | ------------------ | ------------------- |
| 1ª     | 14 febbraio | Gruissan > Gruissan (cron. a squadre) | 26,2  | Caisse d'Epargne   | José Iván Gutiérrez |
| 2ª     | 14 febbraio | Gruissan > Agde                       | 107   | Daniele Bennati    | José Iván Gutiérrez |
| 3ª     | 15 febbraio | Saint-Cannat > Marsiglia              | 158   | Michail Ignat'ev   | José Iván Gutiérrez |
| 4ª     | 16 febbraio | Gréasque > Tolone-Monte Faron         | 98    | Rinaldo Nocentini  | José Iván Gutiérrez |
| 5ª     | 17 febbraio | La Crau > La Garde                    | 145   | Gabriele Balducci  | José Iván Gutiérrez |
| 6ª     | 18 febbraio | Dolceacqua > Sanremo                  | 122   | Mirco Lorenzetto   | José Iván Gutiérrez |
| Totale | Totale      | Totale                                | 656,2 |                    |                     |

## Squadre e corridori partecipanti
| N.    | Cod. | Squadra                          |
| ----- | ---- | -------------------------------- |
| 1-8   | A2R  | AG2R Prévoyance                  |
| 11-18 | LAM  | Lampre-Fondital                  |
| 21-28 | FDJ  | Française des Jeux               |
| 31-38 | MRM  | Team Milram                      |
| 41-48 | C.A  | Crédit Agricole                  |
| 51-58 | ASA  | Acqua & Sapone-Caffè Mokambo     |
| 61-68 | COF  | Cofidis, le Crédit par Téléphone |
| 71-78 | GCE  | Caisse d'Epargne                 |
| 81-88 | BTL  | Bouygues Télécom                 |

| N.      | Cod. | Squadra                   |
| ------- | ---- | ------------------------- |
| 91-98   | LIQ  | Liquigas                  |
| 100-108 | DFL  | DFL-Cyclingnews-Litespeed |
| 111-118 | TCS  | Tinkoff Credit Systems    |
| 121-128 | FLM  | Ceramica Flaminia         |
| 131-138 | MIE  | Miche                     |
| 141-148 | ELK  | Elk Haus-Simplon          |
| 151-158 | AGR  | Agritubel                 |
| 161-168 | UNI  | Unibet.com                |

## Dettagli delle tappe

### 1ª tappa
- 14 febbraio: Gruissan > Gruissan – Cronoemtro a squadre – 26,2 km

Risultati
| Pos. | Squadra                | Tempo  |
| ---- | ---------------------- | ------ |
| 1    | Caisse d'Epargne       | 31'54" |
| 2    | Française des Jeux     | a 15"  |
| 3    | Tinkoff Credit Systems | a 17"  |

| Pos. | Corridore           | Squadra        | Tempo  |
| ---- | ------------------- | -------------- | ------ |
| 1    | José Iván Gutiérrez | Caisse d'Epar. | 31'54" |
| 2    | Aitor Pérez Arrieta | Caisse d'Epar. | s.t.   |
| 3    | Imanol Erviti       | Caisse d'Epar. | s.t.   |

### 2ª tappa
- 14 febbraio: Gruissan > Agde – 107 km

Risultati
| Pos. | Corridore       | Squadra  | Tempo    |
| ---- | --------------- | -------- | -------- |
| 1    | Daniele Bennati | Lampre   | 2h46'33" |
| 2    | Roberto Petito  | Liquigas | a 2"     |
| 3    | Igor Astarloa   | Milram   | a 4"     |

| Pos. | Corridore           | Squadra        | Tempo    |
| ---- | ------------------- | -------------- | -------- |
| 1    | José Iván Gutiérrez | Caisse d'Epar. | 3h18'33" |
| 2    | Aitor Pérez Arrieta | Caisse d'Epar. | s.t.     |
| 3    | Vladimir Efimkin    | Caisse d'Epar. | s.t.     |

### 3ª tappa
- 15 febbraio: Saint-Cannat > Marsiglia – 158 km

Risultati
| Pos. | Corridore         | Squadra      | Tempo    |
| ---- | ----------------- | ------------ | -------- |
| 1    | Michail Ignat'ev  | Tinkoff      | 3h56'53" |
| 2    | Daniele Bennati   | Lampre       | a 14"    |
| 3    | Gabriele Balducci | Acqua & Sap. | s.t.     |

| Pos. | Corridore           | Squadra        | Tempo    |
| ---- | ------------------- | -------------- | -------- |
| 1    | José Iván Gutiérrez | Caisse d'Epar. | 7h15'40" |
| 2    | Aitor Pérez Arrieta | Caisse d'Epar. | s.t.     |
| 3    | Vladimir Efimkin    | Caisse d'Epar. | s.t.     |

### 4ª tappa
- 16 febbraio: Gréasque > Tolone-Monte Faron – 98 km

Risultati
| Pos. | Corridore         | Squadra       | Tempo    |
| ---- | ----------------- | ------------- | -------- |
| 1    | Rinaldo Nocentini | AG2R Prév.    | 2h24'35" |
| 2    | Pierrick Fédrigo  | Bouygues Tél. | a 4"     |
| 3    | Matteo Carrara    | Unibet.com    | a 6"     |

| Pos. | Corridore           | Squadra        | Tempo    |
| ---- | ------------------- | -------------- | -------- |
| 1    | José Iván Gutiérrez | Caisse d'Epar. | 9h40'34" |
| 2    | Ricardo Serrano     | Tinkoff        | a 52"    |
| 3    | Vladimir Efimkin    | Caisse d'Epar. | a 1'03"  |

### 5ª tappa
- 17 febbraio: La Crau > La Garde – 145 km

Risultati
| Pos. | Corridore         | Squadra      | Tempo    |
| ---- | ----------------- | ------------ | -------- |
| 1    | Gabriele Balducci | Acqua & Sap. | 3h28'43" |
| 2    | Daniele Bennati   | Lampre       | a 4"     |
| 3    | Mirco Lorenzetto  | Milram       | a 6"     |

| Pos. | Corridore           | Squadra        | Tempo     |
| ---- | ------------------- | -------------- | --------- |
| 1    | José Iván Gutiérrez | Caisse d'Epar. | 13h09'27" |
| 2    | Ricardo Serrano     | Tinkoff        | a 52"     |
| 3    | Vladimir Efimkin    | Caisse d'Epar. | a 1'03"   |

### 6ª tappa
- 18 febbraio: Dolceacqua > Sanremo – 122 km

Risultati
| Pos. | Corridore        | Squadra         | Tempo    |
| ---- | ---------------- | --------------- | -------- |
| 1    | Mirco Lorenzetto | Milram          | 3h03'07" |
| 2    | Daniele Bennati  | Lampre          | a 4"     |
| 3    | Mark Renshaw     | Crédit Agricole | a 6"     |

| Pos. | Corridore           | Squadra        | Tempo     |
| ---- | ------------------- | -------------- | --------- |
| 1    | José Iván Gutiérrez | Caisse d'Epar. | 16h12'44" |
| 2    | Ricardo Serrano     | Tinkoff        | a 52"     |
| 3    | Vladimir Efimkin    | Caisse d'Epar. | a 1'03"   |

## Evoluzione delle classifiche
| Tappa              | Vincitore          | Classifica generale | Classifica scalatori | Classifica a punti | Classifica giovani | Classifica scalatori |
| ------------------ | ------------------ | ------------------- | -------------------- | ------------------ | ------------------ | -------------------- |
| 1ª                 | Caisse d'Epargne   | José Iván Gutiérrez | Aitor Pérez Arrieta  | non assegnata      | Imanol Erviti      | Caisse d'Epargne     |
| 2ª                 | Daniele Bennati    | José Iván Gutiérrez | Romain Feillu        | Daniele Bennati    | Ivan Rovnyj        | Caisse d'Epargne     |
| 3ª                 | Michail Ignat'ev   | José Iván Gutiérrez | Amaël Moinard        | Daniele Bennati    | Ivan Rovnyj        | Caisse d'Epargne     |
| 4ª                 | Rinaldo Nocentini  | José Iván Gutiérrez | Amaël Moinard        | Daniele Bennati    | Ivan Rovnyj        | Caisse d'Epargne     |
| 5ª                 | Gabriele Balducci  | José Iván Gutiérrez | Amaël Moinard        | Daniele Bennati    | Ivan Rovnyj        | Caisse d'Epargne     |
| Classifiche finali | Classifiche finali | José Iván Gutiérrez | Amaël Moinard        | Daniele Bennati    | Ivan Rovnyj        | Caisse d'Epargne     |

## Classifiche finali

### Classifica generale
| Pos. | Corridore           | Squadra         | Tempo     |
| ---- | ------------------- | --------------- | --------- |
| 1    | José Iván Gutiérrez | Caisse d'Epar.  | 16h12'44" |
| 2    | Ricardo Serrano     | Tinkoff         | a 52"     |
| 3    | Vladimir Efimkin    | Caisse d'Epar.  | a 1'03"   |
| 4    | Marco Fertonani     | Caisse d'Epar.  | a 1'08"   |
| 5    | Ivan Rovny          | Tinkoff         | a 1'12"   |
| 6    | Evgenij Petrov      | Tinkoff         | a 1'13"   |
| 7    | Pietro Caucchioli   | Crédit Agricole | a 1'16"   |
| 8    | Jussi Veikkanen     | Franç. des Jeux | a 1'26"   |
| 9    | Aitor Pérez Arrieta | Caisse d'Epar.  | a 1'28"   |
| 10   | Thomas Löfkvist     | Franç. des Jeux | a 1'32"   |

### Classifica a punti
| Pos. | Corridore           | Squadra         | Punti |
| ---- | ------------------- | --------------- | ----- |
| 1    | Daniele Bennati     | Lampre          | 85    |
| 2    | Gabriele Balducci   | Acqua & Sap.    | 55    |
| 3    | Mirco Lorenzetto    | Milram          | 48    |
| 4    | José Iván Gutiérrez | Caisse d'Epar.  | 32    |
| 5    | Angelo Furlan       | Crédit Agricole | 28    |

### Classifica scalatori
| Pos. | Corridore           | Squadra        | Punti |
| ---- | ------------------- | -------------- | ----- |
| 1    | Amaël Moinard       | Cofidis        | 35    |
| 2    | Mickaël Buffaz      | Cofidis        | 17    |
| 3    | Rinaldo Nocentini   | AG2R Prév.     | 15    |
| 4    | Frédéric Bessy      | Cofidis        | 13    |
| 5    | José Iván Gutiérrez | Caisse d'Epar. | 11    |

### Classifica giovani
| Pos. | Corridore         | Squadra         | Punti     |
| ---- | ----------------- | --------------- | --------- |
| 1    | Ivan Rovnyj       | Tinkoff         | 16h13'56" |
| 2    | Thomas Löfkvist   | Franç. des Jeux | a 20"     |
| 3    | Roman Kreuziger   | Liquigas        | a 31"     |
| 4    | Aurélien Passeron | Acqua & Sap.    | a 3'27"   |
| 5    | Michail Ignat'ev  | Tinkoff         | a 4'36"   |

### Classifica a squadre
| Pos. | Squadra                | Tempo     |
| ---- | ---------------------- | --------- |
| 1    | Caisse d'Epargne       | 47h35'29" |
| 2    | Tinkoff Credit Systems | a 1'24"   |
| 3    | Liquigas               | a 2'27"   |
| 4    | Française des Jeux     | a 4'11"   |
| 5    | Crédit Agricole        | a 4'52"   |